# دوبياكو
توبلاخ (بالألمانية: Toblach) أو دوبياكو (بالإيطالية: Dobbiaco)‏ هي بلدية في مقاطعة بولسانو في الإقليم الإيطالي ترينتينو ألتو أديجي / سودتيرول و تقع في فال بوستيريا/ بوستيرتال حوالي 110 كم شمال شرق مدينة ترينتو و 70 كم إلى الشمال الشرقي من مدينة بولسانو على الحدود مع النمسا.

## المناخ
يظهر الجدول التالي التغييرات المناخية على مدار السنة لدوبياكو:
| البيانات المناخية لـدوبياكو                         | البيانات المناخية لـدوبياكو | البيانات المناخية لـدوبياكو | البيانات المناخية لـدوبياكو | البيانات المناخية لـدوبياكو | البيانات المناخية لـدوبياكو | البيانات المناخية لـدوبياكو | البيانات المناخية لـدوبياكو | البيانات المناخية لـدوبياكو | البيانات المناخية لـدوبياكو | البيانات المناخية لـدوبياكو | البيانات المناخية لـدوبياكو | البيانات المناخية لـدوبياكو | البيانات المناخية لـدوبياكو |
| الشهر                                               | يناير                       | فبراير                      | مارس                        | أبريل                       | مايو                        | يونيو                       | يوليو                       | أغسطس                       | سبتمبر                      | أكتوبر                      | نوفمبر                      | ديسمبر                      | المعدل السنوي               |
| --------------------------------------------------- | --------------------------- | --------------------------- | --------------------------- | --------------------------- | --------------------------- | --------------------------- | --------------------------- | --------------------------- | --------------------------- | --------------------------- | --------------------------- | --------------------------- | --------------------------- |
| الدرجة القصوى °م (°ف)                               | 15.4 (59.7)                 | 14.6 (58.3)                 | 18.1 (64.6)                 | 23.6 (74.5)                 | 28.6 (83.5)                 | 32.0 (89.6)                 | 32.4 (90.3)                 | 31.2 (88.2)                 | 28.2 (82.8)                 | 24.4 (75.9)                 | 17.6 (63.7)                 | 12.1 (53.8)                 | 32.4 (90.3)                 |
| متوسط درجة الحرارة الكبرى °م (°ف)                   | 0.1 (32.2)                  | 2.8 (37.0)                  | 6.6 (43.9)                  | 10.3 (50.5)                 | 15.4 (59.7)                 | 18.9 (66.0)                 | 21.7 (71.1)                 | 21.2 (70.2)                 | 17.4 (63.3)                 | 11.6 (52.9)                 | 4.8 (40.6)                  | 0.4 (32.7)                  | 10.9 (51.6)                 |
| المتوسط اليومي °م (°ف)                              | −4.2 (24.4)                 | −2.3 (27.9)                 | 1.6 (34.9)                  | 5.1 (41.2)                  | 9.8 (49.6)                  | 13.2 (55.8)                 | 15.6 (60.1)                 | 15.2 (59.4)                 | 11.7 (53.1)                 | 6.8 (44.2)                  | 0.6 (33.1)                  | −3.5 (25.7)                 | 5.8 (42.4)                  |
| متوسط درجة الحرارة الصغرى °م (°ف)                   | −8.5 (16.7)                 | −7.3 (18.9)                 | −3.4 (25.9)                 | −0.2 (31.6)                 | 4.2 (39.6)                  | 7.4 (45.3)                  | 9.5 (49.1)                  | 9.2 (48.6)                  | 6.0 (42.8)                  | 1.9 (35.4)                  | −3.5 (25.7)                 | −7.3 (18.9)                 | 0.7 (33.3)                  |
| أدنى درجة حرارة °م (°ف)                             | −30.0 (−22.0)               | −27.4 (−17.3)               | −23.8 (−10.8)               | −15.0 (5.0)                 | −12.2 (10.0)                | −4.0 (24.8)                 | −1.0 (30.2)                 | −1.0 (30.2)                 | −5.9 (21.4)                 | −12.0 (10.4)                | −18.7 (−1.7)                | −24.6 (−12.3)               | −30.0 (−22.0)               |
| الهطول مم (إنش)                                     | 22.2 (0.87)                 | 28.8 (1.13)                 | 33.9 (1.33)                 | 43.8 (1.72)                 | 78.6 (3.09)                 | 103.9 (4.09)                | 120.5 (4.74)                | 97.9 (3.85)                 | 75.8 (2.98)                 | 72.1 (2.84)                 | 44.4 (1.75)                 | 29.6 (1.17)                 | 751.5 (29.59)               |
| متوسط أيام هطول الأمطار (≥ 1.0 mm)                  | 4.2                         | 3.7                         | 5.0                         | 7.3                         | 10.6                        | 13.0                        | 12.7                        | 11.7                        | 7.9                         | 7.1                         | 6.1                         | 5.2                         | 94.5                        |
| متوسط الرطوبة النسبية (%)                           | 71                          | 67                          | 64                          | 64                          | 65                          | 62                          | 60                          | 63                          | 66                          | 69                          | 72                          | 74                          | 66                          |
| المصدر: Servizio Meteorologico (humidity 1961–1990) |                             |                             |                             |                             |                             |                             |                             |                             |                             |                             |                             |                             |                             |

## السكان
في سنة 1844 بلغ عدد السكان 1٬529 نسمة، وتطور العدد ليصل في سنة 2011 لـ 3٬314 نسمة.
يظهر هذا المخطط البياني تطور النمو السكاني لـ دوبياكو

## أعلام
- يوجينيو مونتي